# Sumbar
Sumbar (lub Sari-su, Sara-su) – rzeka w północno-wschodnim Iranie i w południowo-zachodnim Turkmenistanie, prawy dopływ Atreku. Długość – 245 km, powierzchnia zlewni – 8,3 tys. km².
Sumbar wypływa w irańskiej części gór Kopet-dag, przecina granicę z Turkmenistanem i płynie wzdłuż tych gór na północny zachód, po czym wpada do Atreku. W dolnym biegu wysycha na 2 do 5 miesięcy w roku. Zasilany przede wszystkim wodami deszczowymi i gruntowymi. Wody Sumbaru wykorzystuje się do nawadniania gruntów, głównie pod sady owocowe.